# SHA-2
SHA-2 (Secure Hash Algoritm 2) este un set de funcții hash criptografice conceput de Agenția de Securitate Națională (NSA) a Statelor Unite ale Americii. Aceasta are la bază structurile Merkle–Damgård, care la rândul ei este o funcție de compresie unidirecțională făcută cu structuri Davies–Meyer cu un cifru pe blocuri specializat.
Funcțiile criptografice hash sunt operații matematice care se aplică pe date digitale; prin compararea unui „hash” (valoarea finală a funcției) cu un alt hash cunoscut, se poate determina integritatea. De exemplu, calcularea hash-ului unui fișier descărcat și compararea acestuia cu un hash publicat anterior se poate determina dacă în procesul de descărcare, fișierul a fost modificat sau alterat. Un aspect cheie al funcțiilor criptografice hash este rezistența la coliziune: nimeni nu ar trebui să fie poate să găsească două de valori de intrare diferite (de exemplu, două fișiere distincte) care ar duce la unul și același hash de ieșire.
SHA-2 include schimbări semnificative de la predecesorul său, SHA-1. SHA-2 familia este formată din șase funcții hash cu digesturi (valori hash) care pot fi de 224, 256, 384 sau 512 biți: SHA-224, SHA-256, SHA-384, SHA-512, SHA-512/224, SHA-512/256.